# Battle of the Admin Box
De Battle of the Admin Box (letterlijk: de Slag om de Bestuurlijke Eenheid) was een militair treffen in februari 1944 (5 tot 23 februari) in de Tweede Wereldoorlog. Het is vooral bekend als gevecht tussen landstrijdkrachten dat beslist werd door luchtoverwicht: de ingesloten geallieerden werden bevoorraad door de lucht, en wisten zich te handhaven. De Japanse aanvallers waren afhankelijk waren van bevoorrading over land, en werden uiteindelijk gedwongen zich terug te trekken.
Ook was dit een van de eerste substantiële nederlagen van de Japanse strijdkrachten op land in Zuid-Oost Azie, en als zodanig een keerpunt.

## Achtergrond
In januari 1944 waren de geallieerden een offensief gestart langs de kust van westelijk Birma. De Japanners wilden eigenlijk ook een offensief starten (onder de naam Ha-Go) en gingen in de tegenaanval, met een tweeërlei doel: of ruimte scheppen voor een eigen inval in Brits-Indië, of genoeg geallieerde troepen binden zodat een offensief elders mogelijk werd.

## Het gevecht
Nadat de 7e Indische divisie opgerukt was in Birma, slaagde de Japanse 55e divisie er in om te infiltreren en het hoofdkwartier van de Indiërs te overlopen. Er ontstond een gevaarlijke situatie die kon leiden tot de ineenstorting van het front. De geallieerden trokken zich echter niet terug maar improviseerden een verdedigingspositie van ongeveer een kilometer in het vierkant: de 'administration box'. Deze werd in de eerste plaats bemand door de achterhoede van de 7e Indische divisie, dus door logistieke en verbindingstroepen. Daarnaast werden inderhaast enige versterkingen aangevoerd, met name twee eskadrons M3 middelzware tanks, maar ook artillerie en een kleine eenheid Ghurkas. Deze positie werd door de Japanners ingesloten en van alle kanten fel aangevallen. Op 7 februari veroverden de Japanners een verbandstation, waarbij medisch personeel en patienten gedood werden. In de voortdurende gevechten maakte de aanwezigheid van tanks veel verschil in het afslaan van de aanvallen.
Vanaf 11 februari werd met Dakota's in honderden vluchten meer dan duizend ton voorraden aangevoerd, die met parachutes gedropt werden. In het begin werden deze Dakota's aangevallen door Japanse vliegtuigen, maar al snel werd met net aangevoerde Spitfires volkomen luchtoverwicht bereikt.
Dit luchtoverwicht droeg er ook toe bij dat de Japanse bevoorrading spaak liep. Rond 22 februari leden de Japanse troepen zoveel honger dat hun bevelvoerder zich gedwongen zag tot de terugtocht.

## Verliezen
Wat betreft verliezen was er geen duidelijke winnaar: aan beide kanten beliepen de verliezen enkele duizenden manschappen.

## Overig
Aan beide kanten vochten Indische troepen mee.